# Eddie Anderson
Eddie Anderson (* 18. September 1905 in Oakland, Kalifornien als Edmund Lincoln Anderson; † 28. Februar 1977 in Los Angeles, Kalifornien), Spitzname „Rochester“, war ein US-amerikanischer Schauspieler und Entertainer. Er erreichte insbesondere als jahrzehntelanger Sidekick des berühmten Entertainers Jack Benny einen hohen Bekanntheitsgrad in den USA.

## Leben und Karriere
Eddie Anderson wurde in eine Showfamilie geboren, sein Vater wirkte in Minstrel Shows mit und seine Mutter war Seiltänzerin. Durch sein Talent als Tänzer schaffte der Afroamerikaner, der anfangs als Zeitungsjunge arbeitete, den Sprung ins Showgeschäft. Jack Benny verpflichtete ihn 1937 für seine  Radiosendung The Jack Benny Program, in der Eddie Anderson in der Rolle des Rochester van Jones als Bennys Sidekick diente. Eddie Anderson wurde im Verlauf seiner Karriere oft mit dem Namen seiner berühmtesten Figur, "Rochester", angekündigt. Die Sendung lief über einen Zeitraum von drei Jahrzehnten bis zu ihrem Ende im Jahre 1965 und verschaffte Eddie Anderson in seinem Heimatland höchste Popularität, während er außerhalb der Vereinigten Staaten weitgehend unbekannt blieb.
Daneben war er regelmäßig – besonders im Zeitraum um 1940 – in Nebenrollen in Hollywood zu sehen. Sein Filmdebüt hatte er bereits 1932 in einer kleinen Rolle in What Price Hollywood?, doch der Erfolg stellte sich auch hier erst durch sein Auftreten an der Seite von Jack Benny ein. Er spielte beispielsweise in Frank Capras Komödie Lebenskünstler, dem Oscargewinner des Jahres 1938, eine Nebenrolle. In Vom Winde verweht, der im darauffolgenden Jahr bei der Oscarverleihung zum besten Film des Jahres gewählt wurde, spielte er „Onkel Peter“, den gewitzten Sklaven der einfältigen Tante Pittypat. Ein Höhepunkt von Andersons Filmkarriere war die Hauptrolle in Vincente Minnellis Musicalfilm Ein Häuschen im Himmel (1943), der mit ausschließlich schwarzer Besetzung gedreht wurde. Ab Mitte der 1940er-Jahre arbeitete Anderson nur noch gelegentlich in Filmen und konzentrierte sich ganz auf seine Karriere an Bennys Seite, ab den 1950er-Jahren trat er auch regelmäßig im Fernsehen auf. Mit seiner Stimme arbeitete er außerdem in späteren Jahren als Sprecher in Zeichentrickserien.
In seinem Auftritt als Bennys dienerartiger, manchmal fauler Sidekick entsprach er nicht selten Klischees über die afroamerikanische Bevölkerung, andererseits zeichnete sich sein Rochester aber auch durch sympathische Ausstrahlung und hintergründigen Witz aus. Mit seiner Popularität setzte Anderson sich auch für bessere Rollen für Afroamerikaner ein. Jack Benny und Eddie Anderson waren auch privat befreundet. Als einmal während einer Tour in Missouri ein Hotel  Anderson wegen seiner Hautfarbe nicht aufnehmen wollte, drohte Benny erfolgreich damit, selbst aus dem Hotel auszuziehen, falls sein Freund kein Zimmer bekommen sollte.
Eddie Anderson war seit 1939 mit Mammie Wiggins Nelson verheiratet. Als diese 1954 starb, heiratete er Eva Simon, mit der er bis 1973 verheiratet blieb. Er hatte vier Kinder. Eddie "Rochester" Anderson starb 1977 im Alter von 71 Jahren an einem Herzinfarkt.

## Auszeichnungen
Eddie Anderson wurde mit zwei Sternen auf dem Hollywood Walk of Fame geehrt. Zur Jahrtausendwende wählte das American Film Institute Anderson in die 250 Namen umfassende Liste der größten männlichen amerikanischen Darsteller des 20. Jahrhunderts. Noch zu Lebzeiten wurde er in die Black Filmmakers Hall of Fame aufgenommen.

## Filmografie (Auswahl)
- 1932: What Price Hollywood?
- 1936: Show Boat
- 1936: Die grünen Weiden (The Green Pastures)
- 1936: Am großen Strom (Rainbow on the River)
- 1937: Der Liebesreporter (Love Is News)
- 1937: One Mile from Heaven
- 1938: Jezebel – Die boshafte Lady (Jezebel)
- 1938: Gold Diggers in Paris
- 1938: Lebenskünstler (You Can’t Take It With You)
- 1938: Five of a Kind
- 1938: Thanks for the Memory
- 1938: Die goldene Peitsche (Kentucky)
- 1938: Going Places
- 1939: Südsee-Nächte (Honolulu)
- 1939: Ehrlich währt am längsten (You Can’t Cheat an Honest Man)
- 1939: Vom Winde verweht (Gone with the Wind)
- 1940: Buck Benny Rides Again
- 1941: Topper 2 – Das Gespensterschloß (Topper Returns)
- 1941: Birth of the Blues
- 1942: Sechs Schicksale (Tales of Manhattan)
- 1942: Star Spangled Rhythm
- 1943: Ein Häuschen im Himmel (Cabin in the Sky)
- 1944: Broadway Rhythm
- 1945: Hilfe, ich bin Millionär (Brewster’s Millions)
- 1945: The Sailor Takes a Wife
- 1946: The Show-Off
- 1950–1965: The Jack Benny Program  (Fernsehserie, 178 Folgen)
- 1963: Eine total, total verrückte Welt (It’s a Mad, Mad, Mad, Mad World)
- 1968: Ihr Auftritt, Al Mundy (It Takes a Thief, Fernsehserie, 1 Folge)
- 1970–1971: Harlem Globetrotters (Fernsehserie, 22 Folgen, Sprechrolle)